# إذهب غربا (فلم 1925)
إذهب غربًا (بالإنجليزية: Go West) هو فيلم كوميدي صامت أنتج في سنة 1925 قام ببطولته وتأليفه وإخراجه باستر كيتون.

## طاقم التمثيل
- باستر كيتون - فريندليس
- هوارد تروسدال - صاحب مزرعة
- كاثلين مايلز - ابنة صاحب المزرعة
- راي تومسون - رئيس عمال المزرعة
- براون آيز - البقرة
- روسكو "فاتي" آرباكل - امرأة في متجر
- جو كيتون - رجل في صالون الحلاقة
- جاس ليونارد - صاحب متجر عام
- باب لندن - امرأة في متجر

## وصلات خارجية
- اذهب غربا على موقع IMDb (الإنجليزية)
- اذهب غربا على موقع روتن توميتوز (الإنجليزية)
- اذهب غربا على موقع نتفليكس (الإنجليزية)
- اذهب غربا على موقع ألو سيني (الفرنسية)
- اذهب غربا على موقع أول موفي (الإنجليزية)
- اذهب غربا على موقع فيلمافينيتي (الإسبانية)
- اذهب غربا على موقع قاعدة بيانات الأفلام السويدية (السويدية)
- اذهب غربا على موقع قاعدة بيانات الفيلم (الإنجليزية)
- اذهب غربا على موقع ليتربوكسد (الإنجليزية)
- اذهب غربا على موقع كينوبويسك (الروسية)
- http://www.silentera.com/PSFL/data/G/GoWest1925.html at silentera.com